# U 23 (тип підводних човнів Німеччини)
| SM U-23                    | | |
|                            | | |
|                            | | |
| Під прапором               | Німецька імперія | Німецька імперія |
| Спуск на воду              | 1914—1915 (4 човни) | 1914—1915 (4 човни) |
| Виведений зі складу флоту  | 1915—1919 | 1915—1919 |
| Проєкт                     | | |
| Тип ПЧ                     | German Type U 23 submarine | German Type U 23 submarine |
| Розробник проєкту          | Germaniawerft Kiel, Кіль | Germaniawerft Kiel, Кіль |
| Вартість                   | 2450000 марок | 2450000 марок |
| Основні характеристики     | | |
| Швидкість (надводна)       | 16,4 вузлів (30,4 км/год) | 16,4 вузлів (30,4 км/год) |
| Швидкість (підводна)       | 9,7 вузлів (18,0 км/год) | 9,7 вузлів (18,0 км/год) |
| Робоча глибина занурення   | 30 | 30 |
| Гранична глибина занурення | 50 м | 50 м |
| Автономність плавання      | 50 діб, 9700 морських миль (18000 км) при швидкості 15 км/год, в підводному положенні — 80 м.миль (150 км) при швидкості 9 км/год | 50 діб, 9700 морських миль (18000 км) при швидкості 15 км/год, в підводному положенні — 80 м.миль (150 км) при швидкості 9 км/год |
| Екіпаж                     | 35 осіб (4 офіцери) | 35 осіб (4 офіцери) |
| Розміри                    | | |
| Довжина найбільша (по КВЛ) | 64,7 м | 64,7 м |
| Ширина корпусу найб.       | 6,32 м | 6,32 м |
| Середня осадка (по КВЛ)    | 3,56 м | 3,56 м |
| Водотоннажність надводна   | 685 (695) т | 685 (695) т |
| Озброєння                  | | |
| Артилерія                  | 1х1,5" (37-мм) Hotchkiss; 1х 3,5" (88-мм) SK L/30; 1ї4" (105-мм) SK L/45 палубні гармати.                                         | 1х1,5" (37-мм) Hotchkiss; 1х 3,5" (88-мм) SK L/30; 1ї4" (105-мм) SK L/45 палубні гармати.                                         |
| Торпедно- мінне озброєння  | 2 носових і 2 кормових ТА калібру 20" (500-мм). 6 торпед                                                                          | 2 носових і 2 кормових ТА калібру 20" (500-мм). 6 торпед                                                                          |
| Зображення на Вікісховищі  | | |

U 23 (тип підводних човнів Німеччини) — німецький підводний човен і головний човен однойменного типу ВМФ Німецької імперії, у складі 4 човнів. Замовлені 18 березня 1911 року, переданий флоту в 1913 році. В часи Першої світової війни були в числі 329 підводних човнів німецької імперії, котрі брали участь у бойових діях.
Човен типу SM U-23 потопив 4 кораблів і суден супротивників, загальним тоннажем 8822 тон.
Човен типу SM U-24 потопив 33 кораблі і судна супротивників, загальним тоннажем 105732 тони.
Човен типу SM U-25 потопив 21 кораблів і суден супротивників, загальним тоннажем 14126 тонн.
Човен типу SM U-26 потопив 5 кораблів і суден супротивників, загальним тоннажем 3700 тон..
Цей тип підводних човнів був продовженням вдосконалення човна типу U 17. Відрізнявся значно більшим тоннажем, більшою довжиною, більшою дальністю плавання, тривалішим часом перебування в підводному положенні, за рахунок збільшення ємності електроакумуляторів, й значно потужнішим артилерійським озброєнням, де до 105-мм палубної гармати були додані ще дві гармати калібру 88-мм і 37-мм). Була збільшена потужність енергетичної установки, де вперше були встановлені дизельні двигуни. Також були встановлені нові торпедні апарати більшого калібру (500-мм).

## Представники
| Назва   | Завод              | Закладений  | Спущений на воду | Переданий флоту | Виведений з флоту | Утилізований |
| ------- | ------------------ | ----------- | ---------------- | --------------- | --- | ------------ |
| SM U-23 | Germaniawerft Kiel | 18.03. 1911 | .0.1911          | 11.09.1913      | 20.07.1915, потоплений торпедною атакою, 10 чоловік загинуло, 24 були врятовані. |              |
| SM U-24 | Germaniawerft Kiel | 18.03.1911  | 9.05.1912        | 6.12.1913       | 1919, після війни був переданий Великій Британії | 1922         |
| SM U-25 | Germaniawerft Kiel | 12.06.13    | 9.05.1914        | 15.09.1915      | 23.02.1919, після війни був переданий Великій Британії | 1920         |
| SM U-26 | Germaniawerft Kiel | 16.10.1913  | 20.05.1914       | 25.08.1914      | 31.08.1915 або 4.09.1915, втрачений у Фінській затоці, весь екіпаж загинув, 30 чоловік. Ймовірно на російській міні. Кістяк човна був знайдений в травні 2014 року в західній частині Фінської затоки. |              |